# Cinzia Leone
Cinzia Leone, née à Rome le 4 mars 1959, est une actrice et une personnalité de la télévision italienne.

## Biographie

### Théâtre
Elle fait ses premiers pas au théâtre, et monte sur scène la première fois en 1981 dans Polvere di stress. Parmi les pièces qu'elle a souvent jouées, on peut signaler : Rodimenti, Poche idee ma molto confuse, Outlet, et Nutella amara, écrite avec Corrado Guzzanti et Francesca Reggiani. Elle compose elle-même ses pièces de théâtre.

### Télévision
Elle commence à la télévision dans le programme Laggiù qualcuno vi ama, et devient plus connue dans les émissions de Serena Dandini telles La TV delle ragazze (it), Scusate l'interruzione (it), Avanzi (it) et Tunnel (it), où elle est appréciée pour ses imitations de Francesca Dellera, Edwige Fenech, Anna Oxa, Marisa Laurito et Sabrina Salerno.
Elle participe ensuite à Stasera mi butto (it), La posta del cuore (it) et Facce da quiz (it). Elle se dédie aussi aux séries télévisées, telles Senator (it) et Ma il portiere non c'è mai? (it). En 2010, elle joue dans le téléfilm Colpo di fulmine (it), sous la direction de Roberto Malenotti, avec Roberto Farnesi (it).
En 2018 elle participe à la réédition de La TV delle ragazze sous le titre La TV delle ragazze - Gli Stati Generali 1988-2018 (it), diffusée sur Rai 3. En 2019 elle est invitée du talk show de Rai 3 Photoshow (it), dirigé par Alberto Matano (it) et en novembre elle recommence à travailler avec Dandini dans l'émission comique de Rai 3 Stati generali (it).

### Cinéma
Elle fait ses débuts au cinéma en 1988 dans Bachi da seta (it) de Gilberto Visintin, et ensuite est employée par des réalisateurs tels Carlo Vanzina, Francesco Nuti, Mario Monicelli, Carlo Verdone, Lina Wertmüller et beaucoup d'autres. On peut signaler sa participation à Une famille formidable (Parenti serpenti) de Mario Monicelli, et à Le finte bionde (it) de Carlo Vanzina.
En 2007, elle interprète la mère de Marina (Claudia Gerini) dans Nero bifamiliare (it), de Federico Zampaglione, leader du groupe Tiromancino. La même année, elle joue aux côtés de Sabina Guzzanti dans Le ragioni dell'aragosta (it), présenté à la Mostra de Venise.

## Vie privée
Le 26 décembre 1991, à la fin de la première projection au cinéma Barberini de Rome du film Donne con le gonne de Francesco Nuti, elle fait un grave malaise et est hospitalisée à San Giacomo, puis en neurochirurgie à San Camillo (it). On lui diagnostique un anévrisme sur l'artère basilaire. Elle subit une délicate intervention à Phoenix, (États-Unis). Elle reste un temps paralysée du côté gauche, puis parvient à récupérer la mobilité de ce côté également.

## Filmographie

### Cinéma
- 1988 : Bachi da seta (it), de Gilberto Visintin
- 1989 : Le finte bionde (it), de Carlo Vanzina : Graziella
- 1990 : Stasera a casa di Alice, de Carlo Verdone : Gigliola
- 1990 : Non più di uno (it), de Berto Pelosso
- 1991 : Donne con le gonne, de Francesco Nuti
- 1991 : Caldo soffocante, de Giovanna Gagliardo : Brunella
- 1992 : Une famille formidable (Parenti serpenti), de Mario Monicelli : Gina
- 1995 : Selvaggi (it), de Carlo Vanzina : Cinzia Nardone
- 1996 : Metalmeccanico e parrucchiera in un turbine di sesso e di politica, de Lina Wertmüller : Mariolina
- 1998 : Cose di sempre, court-métrage d’Andrea Saraceni
- 2003 : Marcondirondera, court-métrage de Paolo Borgato
- 2007 : Nero bifamiliare (it), de Federico Zampaglione : mère de Marina
- 2007 : Le ragioni dell'aragosta (it), documentaire de Sabina Guzzanti

### Télévision
- 1989 : La moglie ingenua e il marito malato, téléfilm de Mario Monicelli : Luisa
- 1991 : Senator (it), série télévisée
- 1992 : Un inviato molto speciale (it), série télévisée
- 1996 : Occhio di falco (it), série télévisée
- 2002 : Ma il portiere non c'è mai? (it), série télévisée
- 2007 : Carabinieri (it), série télévisée
- 2010 : Colpo di fulmine (it), téléfilm de Roberto Malenotti

## Théâtre
- 1981 : Polvere di stress, mise en scène de Luciana Roveto
- 1984 : Marta e Giulio voglion un figlio, mise en scène de Roberto Galli
- 1986 : I love reduce, mise en scène de Pino Caruso
- 1990 : Cercasi tenore, mise en scène de Pietro Garinei
- 1991 : Nutella amara, mise en scène de Corrado Guzzanti
- 1994 : Zot, mise en scène de Duccio Camerini
- 1994 : La serva del negro, de Duccio Camerini, mise en scène de Walter Lupo
- 1995 : Senza titolo, monologue (1995)
- 1995 : Bulle e impossibili, mise en scène d’Alessandro Garzella
- 1996-1197 : Questo spazio non è in vendita, monologue
- 1998-2000 : Strana forte la gente, mise en scène de Cinzia Leone
- 2001-2003 : Rodimenti d’Enzo Ferrara et Fabio Mureddu, mise en scène de Marco Bruno
- 2004 : Da quando uso il cervello, de Cinzia Leone et Walter Nanni
- 2005-2006 : Poche idee ma molto confuse de Cinzia Leone et Fabio Mureddu, mise en scène de Walter Nanni
- 2007 : Outlet, de Cinzia Leone et Paola Cannatello
- 2010 : Mamma, sei sempre nei miei pensieri. Spostati!, de Cinzia Leone et Fabio Mureddu, mise en scène de Fabio Mureddu
- 2015 : Disorient Express, de Cinzia Leone et Fabio Mureddu, mise en scène de Cinzia Leone et Fabio Mureddu

## Émissions de télevision
- 1986 : Laggiù qualcuno vi ama (Rai 3)
- 1988 - 1989 : La TV delle ragazze (it) (Rai 3)
- 1989 - 1990 : Domenica in (Rai 1)
- 1990 : Scusate l'interruzione (it) (Rai 3)
- 1990 : Saint Vincent '90 (Rai 1)
- 1991 : Stasera mi butto (it) (Rai 2)
- 1991 - 1993 : Avanzi (it) (Rai 3)
- 1994 : Tunnel (it) (Rai 3)
- 1996 : Retromarsh!!! (TMC)
- 1998 : La posta del cuore (it) (Rai 2)
- 2000 - 2001 : Sesso, parlano le donne (TMC)
- 2001 : Facce da quiz (it) (Canale 5)
- 2018 : La TV delle ragazze - Gli Stati Generali 1988-2018 (it) (Rai 3)
- 2019 : Photoshow (it) (Rai 3) invitée fixe
- 2019 - 2020 : Stati generali (it) (Rai 3)

## Liens
- Site officiel
- Ressources relatives à l'audiovisuel :   - British Film Institute
  - IMDb
  - Rotten Tomatoes
- Ressource relative au spectacle :   - Archives suisses des arts de la scène
- Notices d'autorité :   - VIAF
  - Italie